# Type (Unix)

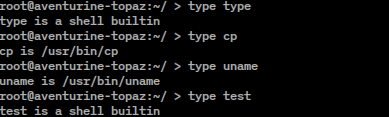
Screenshot do comando "type"

No Unix, o type é um comando que descreve como seus argumentos seriam interpretadas se usado como nomes de comando.